# Iynx Mensa
L'Iynx Mensa è una struttura geologica della superficie di Io.